# Plutoni(IV) nitrat
Plutoni(IV) nitrat là một hợp chất vô cơ, là muối của plutoni và acid nitric có công thức hóa học Pu(NO3)4. Hợp chất này dễ tan trong nước và tạo thành các tinh thể màu xanh lục đậm.

## Tổng hợp
Tinh thể có màu xanh lục đậm Pu(NO3)4·5H2O kết tinh với sự bay hơi chậm (vài tháng) của dung dịch hợp chất plutoni(IV) trong acid nitric.

## Tính chất vật lý
Plutoni(IV) nitrat tạo thành tinh thể ngậm nước Pu(NO3)4·5H2O – tinh thể màu xanh lục đậm có cấu trúc tinh thể hình thoi, nhóm không gian F dd2, các hằng số mạng tinh thể: a = 1,114 nm, b = 2,258 nm, c = 1,051 nm, Z = 8.
Tinh thể hydrat nóng chảy trong tinh thể ngậm nước của nó ở 95–100 °C.
Nó hòa tan tốt trong acid nitric (tạo dung dịch màu xanh lá cây đậm) và nước (tạo dung dịch màu nâu). Nó cũng tan trong aceton và ether.

## Tính chất hóa học
Khi được đun nóng đến 150–180 °C, nó bị phân hủy bằng quá trình tự oxy hóa thành plutoni(VI) với sự tạo thành plutonyl nitrat (PuO2(NO3)2). Khi làm bay hơi dung dịch acid nitric đậm đặc của plutoni(IV) nitrat và muối nitrat của kim loại kiềm, muối nitrat kép có thành phần M2[Pu(NO3)6] được hình thành, trong đó M = Cs+, Rb+, K+, Tl+, NH4+, tương tự như ceric amoni nitrat.

## Độc tính
Plutoni(IV) nitrat vừa có tính phóng xạ vừa cực kỳ độc hại do khả năng hòa tan tốt trong nước.